# 寶騰Satria
寶騰Satria（又名寶騰勇士）是馬來西亞寶騰汽車於1994年至2015年之間所生產的緊湊型掀背車，同時也是該公司生產的第三款汽車，第一代車型由第四代三菱Mirage Colt換牌生產，第二代車型Satria Neo由寶騰自主研發生產。

## 歷史

### 第一代C96/C97/C98/C99系（1994年至2005年）
1994年11月24日，寶騰汽車以第四代三菱Mirage Colt為原型，推出第一代Satria，由於當時該公司亟需要一款三門掀背車來擴充產品陣容，就利用與三菱合作的關係並且與Wira車系一樣並自行修改儀表板、進氣格柵、引擎蓋等處之外觀設計，並沿用第四代Mirage四門凹背車的頭燈、前保險桿、前擋泥板及Mirage Colt的尾燈及後保險桿、行李箱尾門推出市面。動力心臟最初是採用1.3L直列四缸SOHC 4G13型引擎、1.5L直列四缸SOHC 4G15型、1.6L直列四缸SOHC 4G92型、1.8L直列四缸DOHC 4G93型引擎。變速系統則搭配五速手動排檔或三速/四速INVECS自動排檔，車型共分成LSi/GLi/GLSi/SEi四個等級，並採用全配備方式在馬來西亞市場上銷售。
1996年進行第一次小改款，修改進氣格柵、引擎蓋及尾燈、後保險桿、行李箱尾門造型，與原型車Mirage Colt不同。隨後外銷至其他國家，在大洋洲市場被稱為寶騰Compact ，在英國市場被稱為寶騰Persona Compact ，而在德國及法國市場則被稱為寶騰300系列，並推出了新的 XLi、SXLi和GTi等級。
2004年，Satria特別版Satria R3在馬來西亞推出。該車於同年10月4日正式試銷，並於同年10月17日開始接受預訂。提供三種型號：1.3 GL M/T、1.5 GL M/T 和 1.5 GL A/T。與普通Satria相比，沒有機械變化。大部分都是外觀上的變化，包括將前大燈內殼漆成黑色、增加引擎罩、前排座椅採用空心賽車風格頭枕、修改儀錶圖形、儀錶板中央集群採用青銅色飾面、鋁制踏板和黃色排檔桿底座。R3代表競賽、拉力賽、研究。 R3 是寶騰賽車開發團隊與英國蓮花汽車合作開發的Satria GTi的重新定義版本。它搭載相同的1.8L三菱 4G93P 3型引擎，但經過蓮花汽車處理的一些細微調整。車身外殼經過改進，採用雙縫焊接單體式底盤，配有前後支柱塔支撐杆。體重也減輕了。配備Recaro SR4 半桶形座椅、Momo方向盤和排檔桿。

#### Satria GTi
Satria GTi於 1998 年推出，搭載138 bhp（103 kW） 1.8L三菱4G93P引擎（“P”代表 Proton），最初用於三菱 Lancer GSR，但這裡沒有渦輪增壓，而是增加了壓縮比以進行補償。 Satria GTi由英國蓮花汽車開發和重新設計，成為一款傳統熱門掀背車。 Satria GTi 可以從 0 加速到 60 加速至每小時 8.5 秒，是 Proton 有史以來速度最快的量產車型之一。 還採用了新的車身套件以獲得更好的空氣動力學性能。Satria GTi 的後艙門上還佩戴了“Handling by Lotus”徽章。
1998年至2005年間，Satria GTi 的發動機和操控性能不斷更新和改進。三菱版本從 1998 年起生產至 2002 年中期。 VDO（西門子）版本從 2002 年中期開始生產，直至 2005 年停止生產。
1999年11月，Satria GTi在英國推出，售價為 14,500 英鎊。該車配備了空調、ABS、雙前電動車窗、電動後視鏡和Recaro座椅。Satria GTi在英國上市後前六個月內就售出了160輛。
英國電視節目主持人理查德·哈蒙德曾對寶騰Satria GTi 與更為成熟的標緻206 GTi進行過評測。寶騰Satria GTi作為一款傳統熱門掀背車，雖然價格比標緻206 GTi貴了500英鎊，但還是獲得了更多的讚譽和認可。

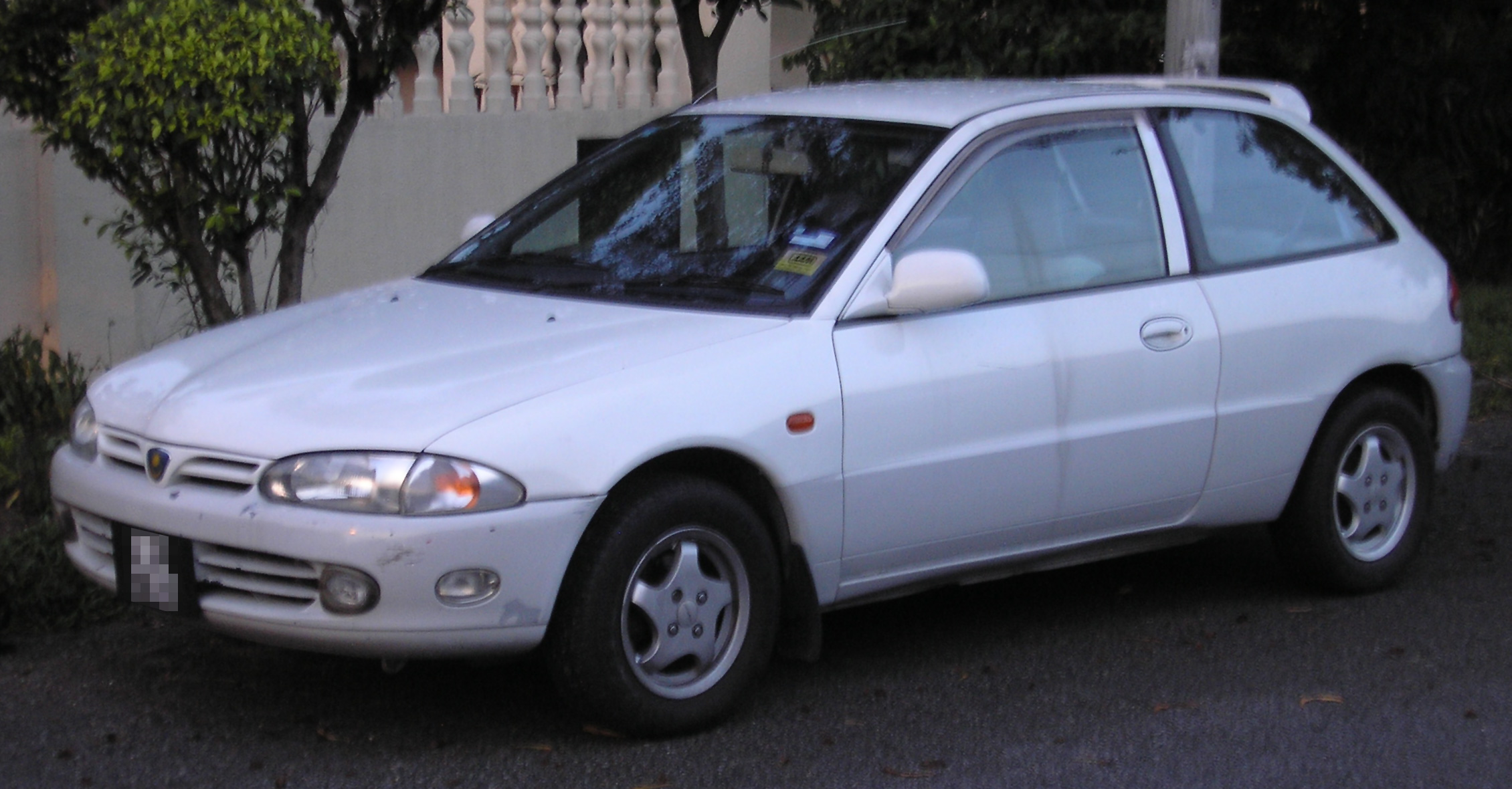
第一代寶騰Satria前期車頭(馬來西亞樣式)
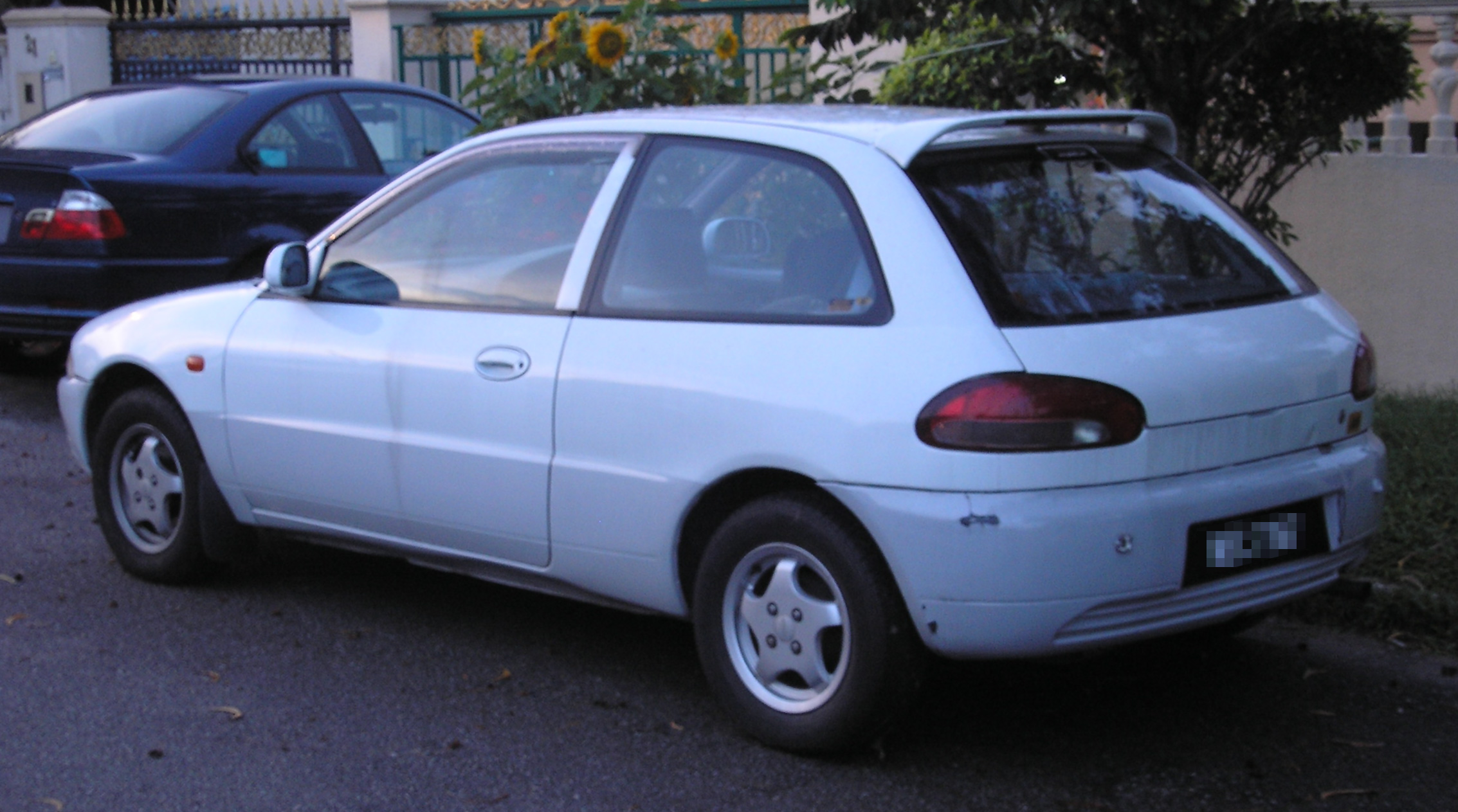
第一代寶騰Satria前期車尾(馬來西亞樣式)
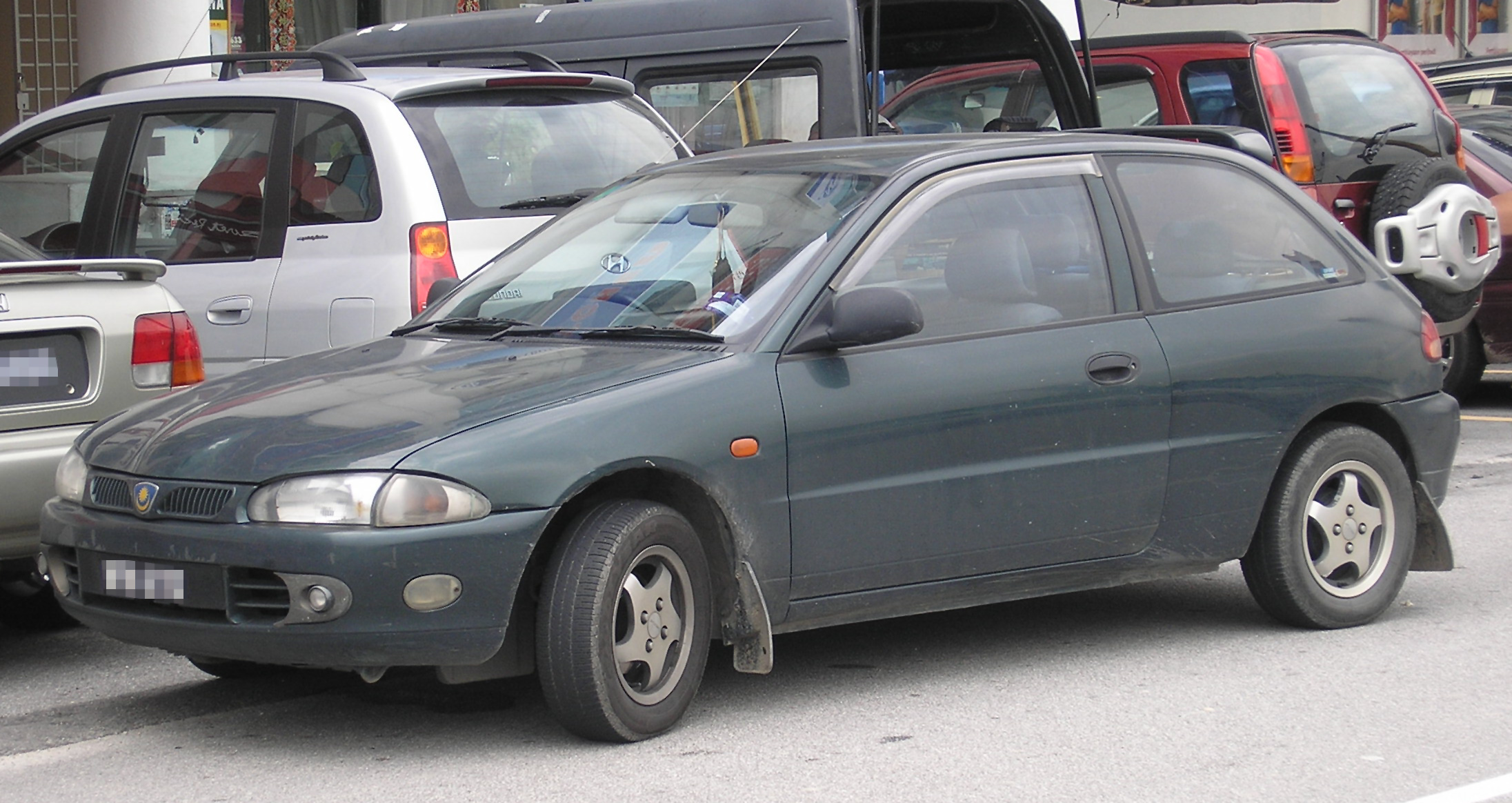
第一代寶騰Satria後期車頭(馬來西亞樣式)
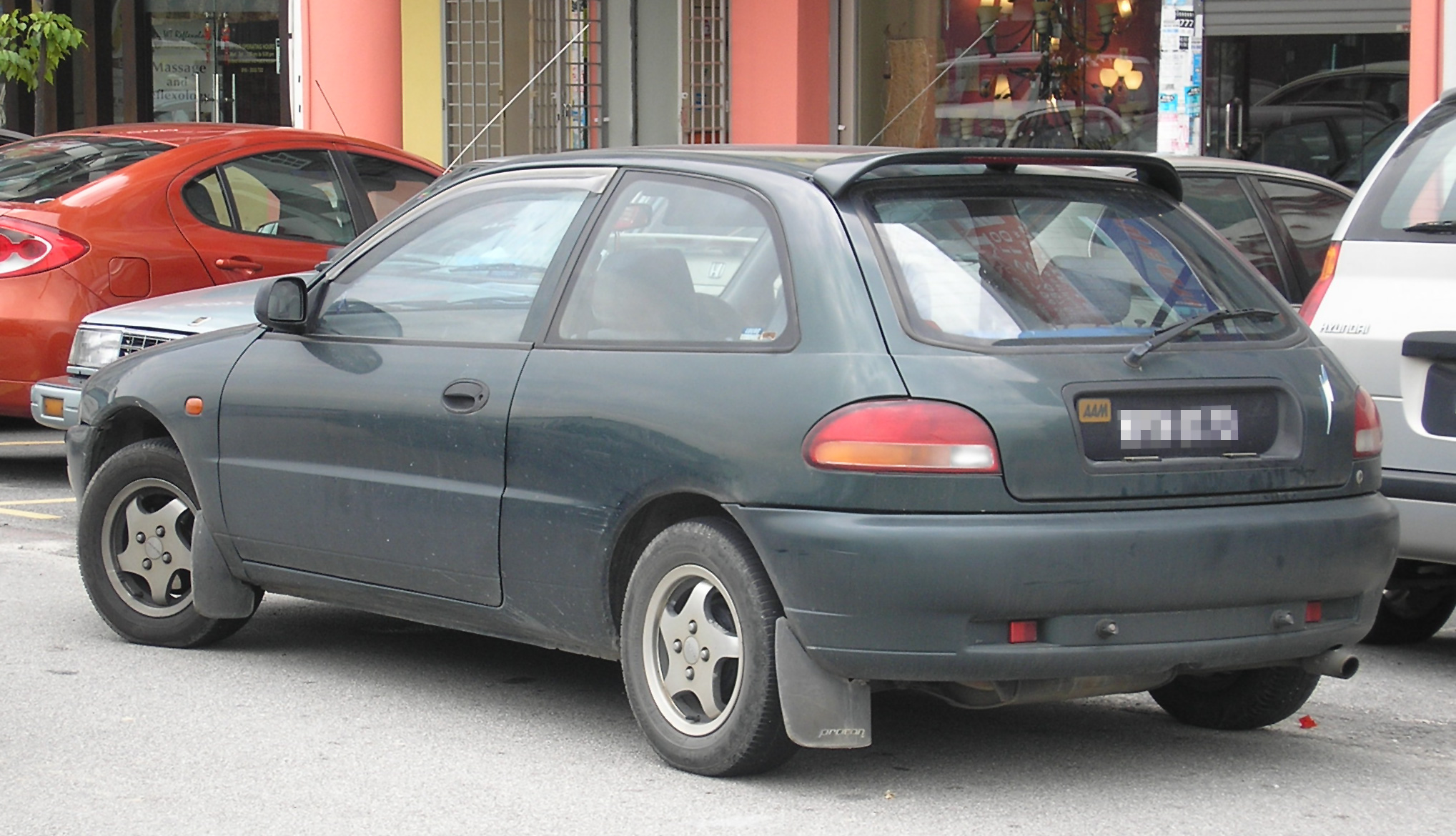
第一代寶騰Satria後期車尾(馬來西亞樣式)
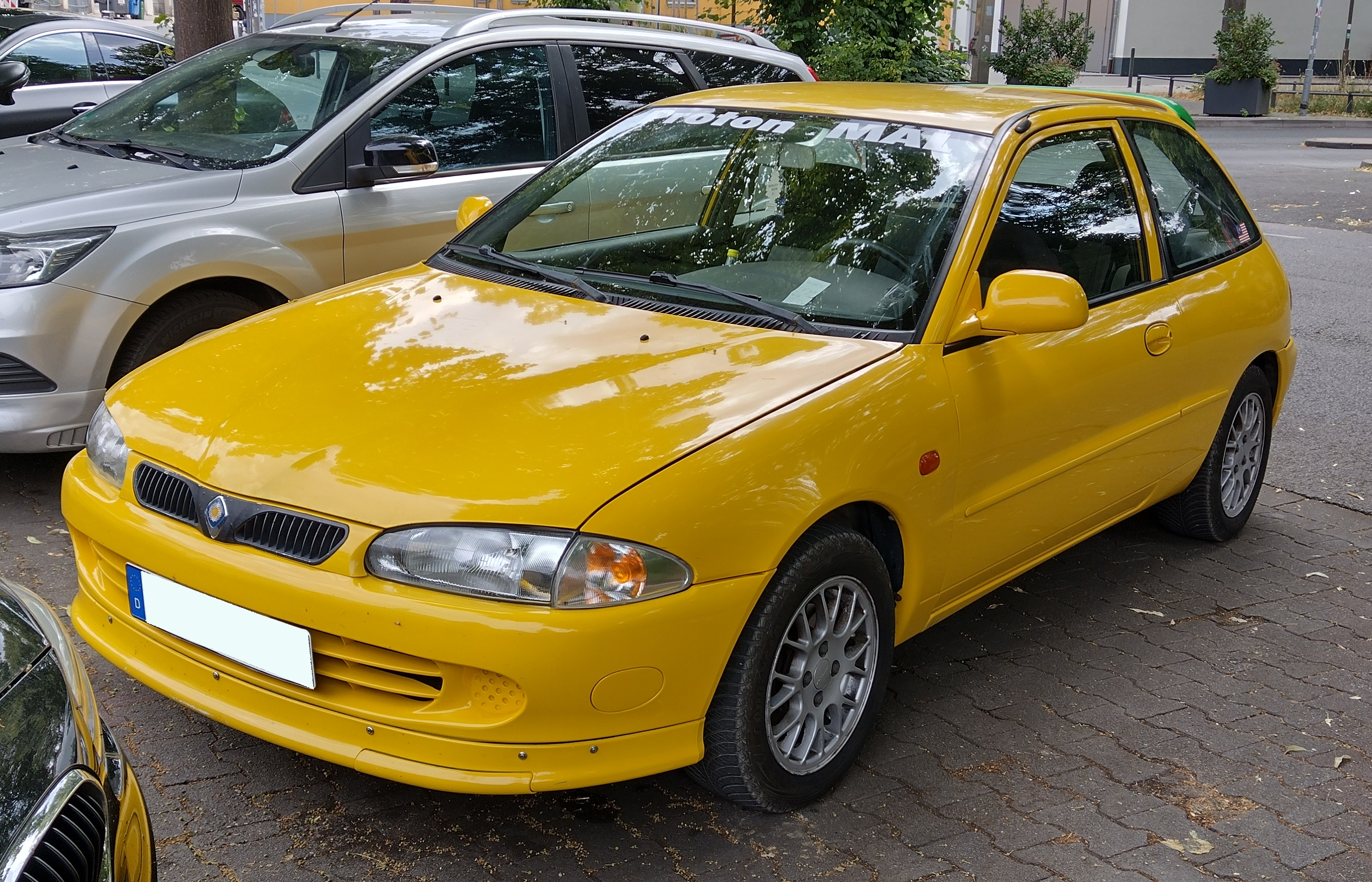
第一代寶騰316 GLSi車頭(德國樣式)
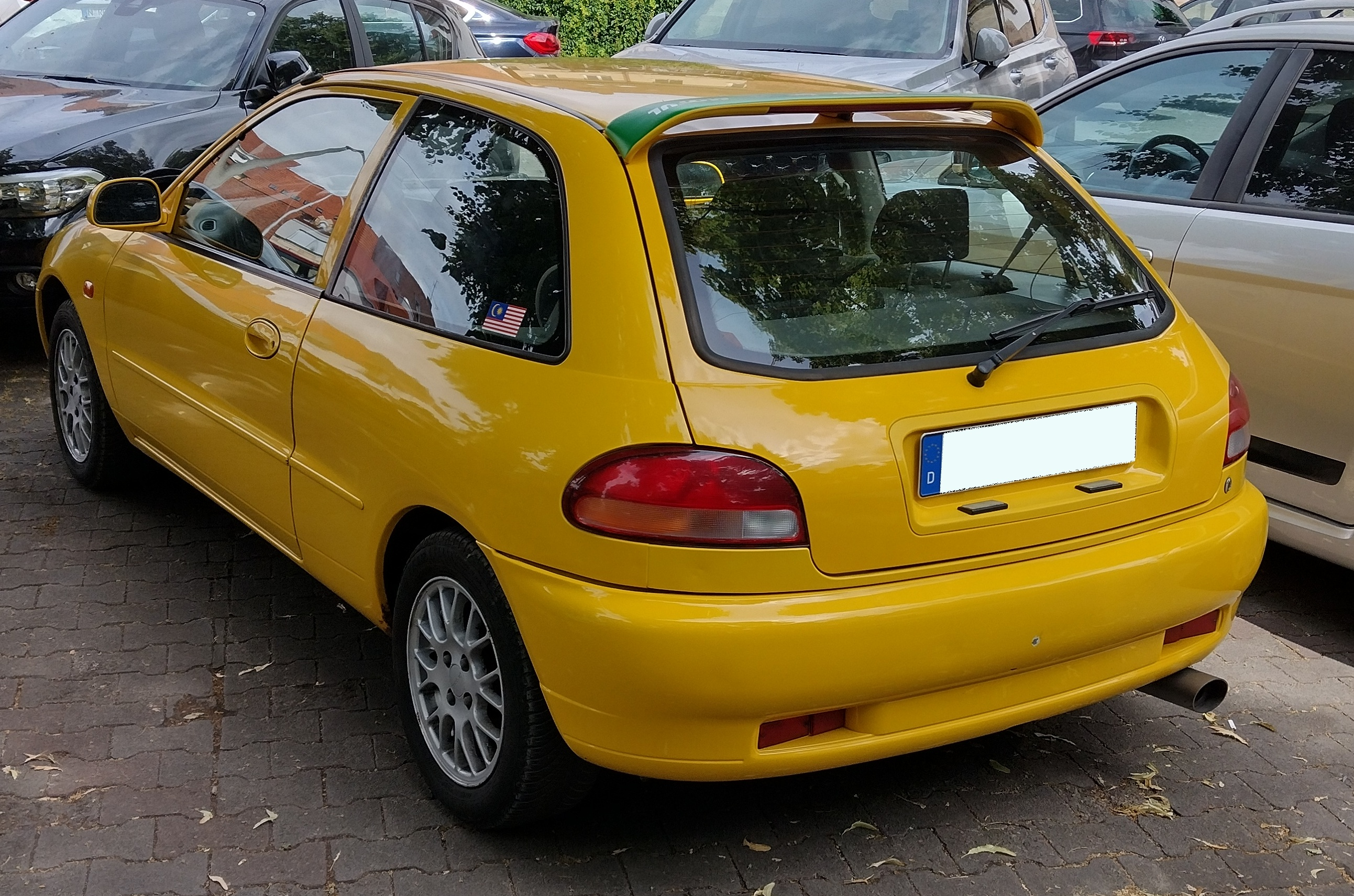
第一代寶騰316 GLSi車尾(德國樣式)
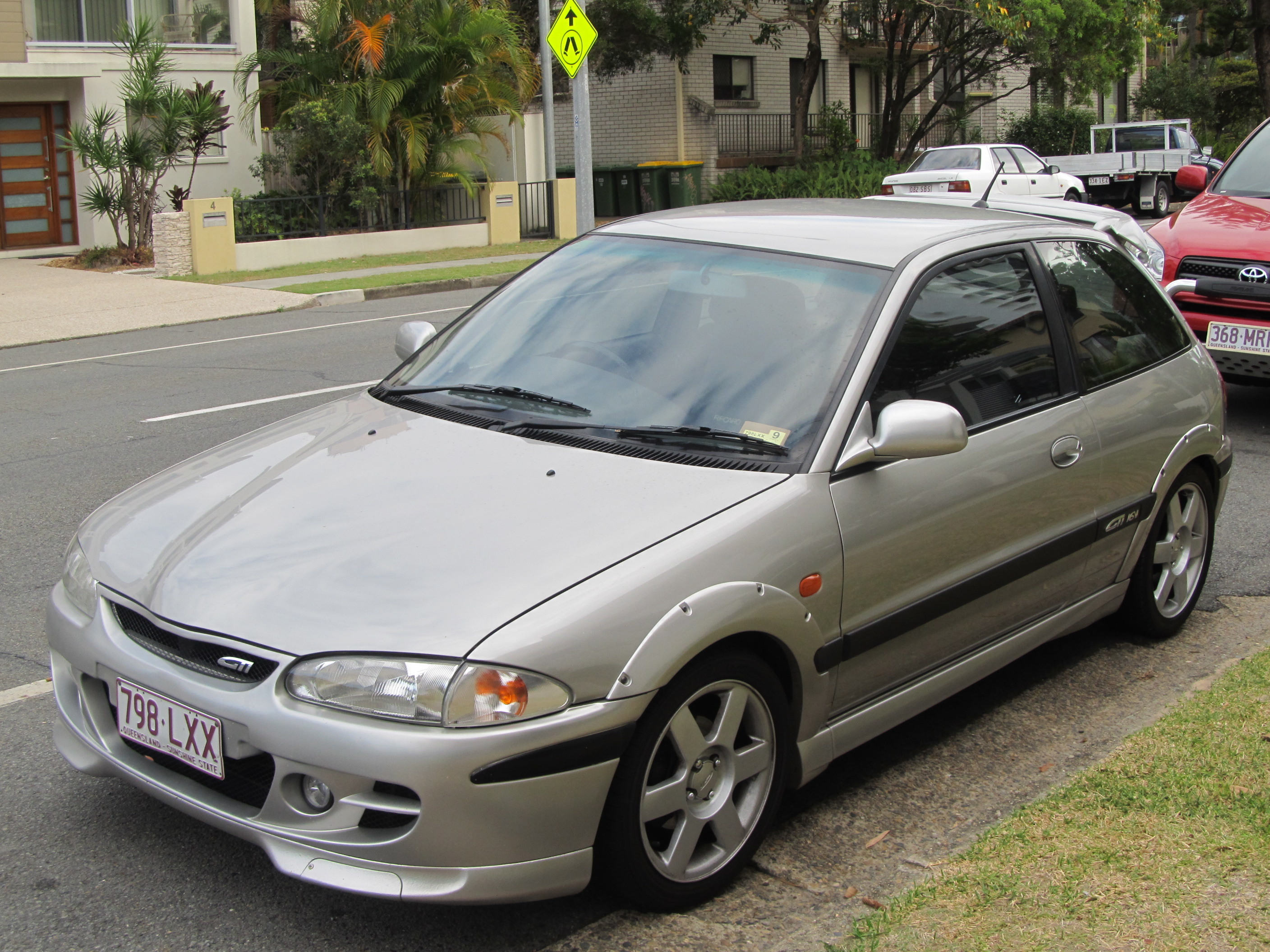
第一代寶騰Satria GTi車頭(紐西蘭樣式)

### 第二代BS3/BS6系（2006年-2015年）
2006年6月第二代Satria正式在馬來西亞上市，同時與寶騰自主設計的五門掀背車第一代Gen-2一樣共用同一具底盤。此代車系和上一代車系一樣以不同名稱在亞洲及大洋洲、歐洲市場銷售，在馬來西亞市場被稱為寶騰Satria Neo，而在泰國及印尼市場被稱為寶騰Neo。車身尺碼為3905 x 1710 x 1420mm，搭配2440mm尺碼，提供適中的車室空間，而儀表控台的設計也沿襲了Gen.2風格，後座也可以藉由分離覆倒大幅提昇行置物空間的利用機能。
動力系統方面，Satria Neo車系提供排氣量1.3升與1.6升直列四缸CamPro引擎，前者最大馬力為94hp/6000rpm的最大馬力峰值扭力為12.2kgm/4000rpm，後者最大馬力為110hp/6000rpm，峰值扭力為15.0kgm/4000rpm，均可選擇五速手排或四速自排變速系統。
此外，原廠表示1.3升與1.6升的手排車款，起步加速0-100km/h分別需時12.1秒與11.5秒，安全極速為180km/h與190km/h，每行駛一百公里定速90km/h分別僅需消耗5.8公升與6.0公升的無鉛汽油，在高油價的時代，對於年輕世代的消費者，除了產品包裝方面的吸引力之外，在經濟方面的表現也佔有一定的優勢。

## 相關衍生車款
寶騰Satria與其他兄弟車共用引擎、變速箱、懸吊系統、煞車制動系統、轉向系統等主要元件，這些兄弟車包括：
1. 寶騰Wira（四門轎車及五門斜背車型，原型車為第四代三菱Lancer及三菱Mirage）
2. 寶騰Putra（雙門轎跑車型，原型車為第四代三菱Mirage Asti）
3. 寶騰Arena（英语：Proton Arena）（雙門多功能轎跑車（英语：Coupé utility）或轎式皮卡貨車）

## 備註
1. ↑  . 28 December 1994  [30 November 2014]. （原始内容存档于2022-03-01）.
2. ↑  Anthony Lim. . paultan.org. 17 November 2011  [30 May 2015]. （原始内容存档于30 May 2015）.
3. ↑  . prpm.dbp.gov.my.   [8 December 2016]. （原始内容存档于2016-12-20）.
4. ↑  . corporate.proton.com. （原始内容存档于2013-03-02）.
5. ↑  经典车回顾：Proton Satria，当年的国产小钢炮。 （页面存档备份，存于）
6. ↑  Proton Satria ，那些年梦想的勇士 （页面存档备份，存于）
7. ↑  经典国产车系列： Proton Satria Neo （页面存档备份，存于）
8. ↑  Lee, Jonathan. . paultan.org. 27 July 2020  [29 July 2023]. （原始内容存档于2023-07-29）.